# قائمة مواقع التراث العالمي في هولندا
هذه قائمة مواقع التراث العالمي بهولندا وبها ممتلكات تراث ثقافي وطبيعي في هولندا كما سجلتها اليونسكو كموقع تراث عالمي.

## ممتلكات بقائمة مواقع التراث
| الهوية | الصورة | الاسم                                                  | الموقع                                                                                 | النوع (المعايير)    | السنة | الوصف |
| ------ | ------ | ------------------------------------------------------ | -------------------------------------------------------------------------------------- | ------------------- | ----- | --- |
| 739    |        | Schokland and Surroundings                             | نوردأوست بولدر، فليفولاند 52°38′19″N 5°46′18″E / 52.63861°N 5.77167°E                  | ثقافي (iii, v)      | 1995  | سخوكلاند ترمز إلى نضال الشعب الهولندي ضد البحر. وكانت شبه جزيرة مأهولة بالسكان منذ عصور ما قبل التاريخ، أصبحت جزيرة في القرن 15، حتى غطاها بحر زاوديرزي تماماً في عام 1859. وفي عقد 1940 في تم استصلاح نوردأوست بولدر، وبالتالي تم إعادة إنشاء سخوكلاند.  |
| 759    |        | خط دفاع أمستردام                                       | شمال-هولندا وأوترخت 52°22′28″N 4°53′35″E / 52.37444°N 4.89306°E                        | ثقافي (ii, iv, v)   | 1996  | تم بناء خط دفاع في جميع أنحاء العاصمة الهولندية أمستردام بين 1883 و1920. وهو الحصن الوحيد الذي يستند على مبدأ السيطرة على المياه حول المدينة. ويحتوي على شبكة من 45 حصناً مسلحاً، ويمكن أن يغمر مؤقتاً الأراضي المستصلحة الممتدة 135 كيلومتراً حول أمستردام. |
| 818    |        | Mill Network at Kinderdijk-Elshout                     | ألبلاسردام ،Nieuw-Lekkerland، وجنوب هولندا 51°52′57″N 4°38′58″E / 51.88250°N 4.64944°E | ثقافي (i, ii, iv)   | 1997  | |
| 819    |        | ويلمستاد                                               | ويلمستاد، كوراساو 12°6′6.984″N 68°54′7.99″W / 12.10194000°N 68.9022194°W               | ثقافي (ii, iv, v)   | 1997  | |
| 867    |        | Ir.D.F. Woudagemaal (D.F. Wouda Steam Pumping Station) | Lemmer، Lemsterland، فرايزلاند 52°50′44.988″N 5°40′44.00″E / 52.84583000°N 5.6788889°E | ثقافي (i, ii, iv)   | 1998  | |
| 899    |        | بيمستر                                                 | بيمستر، شمال-هولندا 52°32′56″N 4°54′40″E / 52.54889°N 4.91111°E                        | ثقافي (i, ii, iv)   | 1999  | |
| 965    |        | منزل ريتفيلد شرويدر                                    | أوترخت، مقاطعة أوترخت 52°5′7″N 5°8′50″E / 52.08528°N 5.14722°E                         | ثقافي (i, ii)       | 2000  | |
| 1314   |        | بحر وادن                                               | فرايزلاند، مقاطعة خرونينغن، وشمال-هولندا 53°23′27″N 5°39′57″E / 53.39083°N 5.66583°E   | طبيعي (viii, ix, x) | 2009  | |
| 1349   |        | قنوات أمستردام                                         | أمستردام، شمال-هولندا 52°21′54″N 4°53′16″E / 52.36500°N 4.88778°E                      | ثقافي (i, ii, iv)   | 2010  | |
| 1441   |        | Van Nelle Factory                                      | روتردام، جنوب هولندا 51°55′24″N 4°26′00″E / 51.92333°N 4.43333°E                       | ثقافي (ii, iv)      | 2014  | |

## ممتلكات على قائمة هولندا المؤقتة
| الهوية | الصورة | الاسم                                               | الموقع | النوع (المعايير)         | السنة | الوصف |
| ------ | ------ | --------------------------------------------------- | --- | ------------------------ | ----- | ----- |
| 5627   |        | Bonaire Marine Park                                 | بونير، الجزر الكاريبية الهولندية 12°10′N 68°15′W / 12.167°N 68.250°W                                                                            | طبيعي (vii, viii, ix, x) | 2011  |       |
| 5628   |        | سابا                                                | سابا (جزيرة)سابا، الجزر الكاريبية الهولندية 17°38′N 63°14′W / 17.633°N 63.233°W                                                                 | طبيعي (vii, viii, ix, x) | 2011  |       |
| 5629   |        | Eise Eisinga Planetarium                            | فرانيكير، فرايزلاند 53°11′15″N 5°32′38″E / 53.18750°N 5.54389°E                                                                                 | ثقافي (vii, viii, ix, x) | 2011  |       |
| 5630   |        | Koloniën van Weldadigheid (agriثقافي pauper colony) | فينهاوزن، نوردنفيلد، درينته 53°01′N 6°23′E / 53.017°N 6.383°E Frederiksoord/Wilhelminaoord، فيسترفيلد، درينته 52°50′N 6°11′E / 52.833°N 6.183°E | ثقافي (vii, viii, ix, x) | 2011  |       |
| 5631   |        | Nieuwe Hollandse Waterlinie                         | خيلدرلند، شمال برابنت، شمال-هولندا، جنوب هولندا، وأوترخت 52°20′14″N 5°4′12″E / 52.33722°N 5.07000°E 51°47′57″N 4°52′06″E / 51.79917°N 4.86833°E | طبيعي (vii, viii, ix, x) | 2011  |       |
| 5632   |        | Plantations in West Curaçao                         | كوراساو 12°20′32″N 69°05′38″W / 12.34222°N 69.09389°W                                                                                           | ثقافي (vii, viii, ix, x) | 2011  |       |
| 5633   |        | Sanatorium Zonnestraal                              | هيلفرسوم، شمال-هولندا 52°12′02″N 5°09′11″E / 52.20056°N 5.15306°E                                                                               | ثقافي (i, ii, iv)        | 2011  |       |
| 5636   |        | الليمس                                              | خيلدرلند، جنوب هولندا، وأوترخت 52°12′44″N 4°23′52″E / 52.21222°N 4.39778°E 51°51′55″N 6°03′49″E / 51.86528°N 6.06361°E                          | ثقافي (vii, viii, ix, x) | 2011  |       |

## مواقع قائمة مؤقتة سابقة
قائمة المواقع التي لم تتم الموافقة على ترشيحها من قبل لجنة التراث العالمي.
اسم: كما هو موضح من قبل لجنة التراث العالمي
الدولة: مدينة أو مكان موقع
بيانات اليونسكو: رقم الموقع المرجعي، وهو العام الذي أدرج فيه الموقع على القائمة الأولية، والمعايير مدرجة تحت
سحب ترشيح: السنة، التراث دورة اللجنة العالمية
السبب: السبب لم يوصى بها
| الاسم            | الصورة | الموقع             | بيانات اليونسكو             | سحب الترشيح                               | السبب |
| ---------------- | ------ | ------------------ | --------------------------- | ----------------------------------------- | --- |
| Teylers, Haarlem |        | هارلم، شمال-هولندا | 5634 (2011) موقع تراث عالمي | 2013, 37th Session (Phnom Penh, Cambodia) | Site did not demonstrate how, without a considerable number of detailed qualifiers, it could be seen as the most exceptional example among the many learning institutions of the European Age of Enlightenment, which have been preserved. |